# Thiruppanandal
Thiruppanandal là một thị xã panchayat của quận Thanjavur thuộc bang Tamil Nadu, Ấn Độ.

## Nhân khẩu
Theo điều tra dân số năm 2001 của Ấn Độ, Thiruppanandal có dân số 10.376 người. Phái nam chiếm 49% tổng số dân và phái nữ chiếm 51%. Thiruppanandal có tỷ lệ 69% biết đọc biết viết, cao hơn tỷ lệ trung bình toàn quốc là 59,5%: tỷ lệ cho phái nam là 75%, và tỷ lệ cho phái nữ là 63%. Tại Thiruppanandal, 12% dân số nhỏ hơn 6 tuổi.